# Немирни
„Немирни“ је југословенски драмски филм, снимљен 1967. године у режији Кокана Ракоњца, а по сценарију Душана Савковића.

## Радња
Догодила се тешка саобраћајна несрећа, а од сведока, милиција сазнаје да је несрећу изазвао возач украденог Пежоа 334-72. Возач је била девојка и да су у колима била четири малолетна лица. Почиње потера на аутостради. Девојка која је била за воланом напушта кола и нестаје у ноћи, а одмах затим ауто доживљава тежак удес. Милиција налази унесрећене у олупини, али међу њима нема девојке. Потрага за непознатом девојком се наставља и у Београду. Она успева да се сакрије у кабини једне хладњаче, рекавши возачу да је шумарева ћерка. Током вожње он се заљубљује у њу. У мотелу, милиција сазнаје да је девојка отишла са возачем хладњаче, али у тренутку када патрола стигне хладњачу девојка неопажено успева да побегне у шуму. Потера се наставља.

## Улоге
| Глумац                  | Улога            |
| ----------------------- | ---------------- |
| Милена Дравић           | Зорица           |
| Ана Красојевић          | Ана Богојевић    |
| Шпела Розин             | Вера Богојевић   |
| Марко Тодоровић         | Шофер хладњаче   |
| Душица Жегарац          | Зорица           |
| Јанез Врховец           | Небојша          |
| Војислав Мирић          | Инспектор        |
| Душан Антонијевић       | Музичар          |
| Растко Тадић            | Милиционер       |
| Павле Вуисић            | Богдан Богојевић |
| Александар Фотез        |                  |
| Бранко Петковић         |                  |
| Мића Орловић            | Стојановић       |
| Предраг Милинковић      | Возач комбија    |
| Милан Срдоч             | Пијанац (I)      |
| Михајло Бата Паскаљевић | Пијанац (II)     |

## Културно добро
Југословенска кинотека је, у складу са својим овлашћењима на основу Закона о културним добрима, 28. децембра 2016. године прогласила сто српских играних филмова (1911-1999) за културно добро од великог значаја. На тој листи се налази и филм "Немирни".